# Villa Manfredi
Die Villa Manfredi (auch Villa Bellaria genannt) ist ein Landhaus aus dem 18. Jahrhundert im Viertel San Carlo all’Arena von Neapel in der italienischen Region Kampanien. Sie liegt im Gebiet von Capodimonte.
Das Gebäude steht am Rande eines Felssporns aus Tuffstein über dem Vallone San Rocco, gegenüber der Bellaria-Brücke, zu der man über einen schmalen Anstieg, umgeben von landwirtschaftlich genutzten Terrassen, gelangt.

## Geschichte
An der Stelle, an der die Villa steht, existierte bereits spätestens ab dem 16. Jahrhundert ein Landgut namens „Bell’aere“, wie man aus Dokumenten ersieht, die im Diözesanarchiv von Neapel aufbewahrt und auf 1597 datiert werden. Fragmente dieses alten Baus kann man auch heute noch an der Basis der Umfassungsmauer des Gebäudes sehen.
Die Gründung des Landgutes Bell’aere, die dem Haus von Capo di Monte und der Kirchengemeinde Santa Maria delle Grazie zugeschrieben wird, kann mit dem Phänomen der Wiederbevölkerung des Hügellandes von Neapel in Verbindung gebracht werden, die sich in Neapel im 16. Jahrhundert abspielte.
Die heutige Auslegung der Villa, kann man auf die erste Hälfte des 18. Jahrhunderts datieren. Der Bau entstand im Zuge der Rekolonisation des Geländes, bei der im 17. und 18. Jahrhundert viele der baronalen Landgüter in herrschaftliche Villen umgewandelt wurden.
Die Villa Manfredi oder Villa Bellaria zeigt sich als eine der vielen ländlichen Villen oder „Casine di delizie“, die im 18. Jahrhundert auf dem Hügel von Capodimonte um die Reggia di Capodimonte auf Geheiß König Karls III. angeordnet wurden.

## Beschreibung der Villa und der Gärten
Der Hauptbaukörper in Hufeisenform ist durch eine große Terrasse nach Osten, zum Ausblick hin, gekennzeichnet. Von der Fassade mit elliptischen Fenstern geht eine Monumentaltreppe aus, die in den rustikalen Hof, in dem ein Brunnen steht, führt.
Vom rustikalen Hof aus gelangt man in einen länglichen Garten auf der Westseite, der im Stil des 18. Jahrhunderts angelegt ist und mit einem Springbrunnen und einer mit einem Fresko versehenen Halbkuppel abschließt, die sich in schlechtem Erhaltungszustand befindet. Das ursprüngliche Fresko, das teilweise durch ein Gemälde aus dem 20. Jahrhundert verdeckt ist, enthält auch erkennbare Fragmente, wie eine bukolische Landschaft mit Wäldern, Kaskaden, einem kleinen Monopterostempel und einem legenden Satyr. Das Thema des Freskos ist auf die Symbolik der Accademia dell’Arcadia zurückzuführen, die damals dank ihrer neapolitanischen Abteilung sehr beliebt war: Der „Colonia Sebezia“.
Bis zur Mitte des 20. Jahrhunderts gab es zu Füßen der Halbkuppel eine dekorative Marmorwanne in rechteckiger Form mit Apsis, beeinflusst vom klassischen Stil.
Den Garten kennzeichnen immer noch hundertjährige Kamelienbäume, die den ersten Import dieser Zierpflanze nach Italien um 1760 auf Geheiß der Königin Maria Karolina von Habsburg-Lorena in die Gärten der Königsschlösser von Caserta und Capodimonte bezeugen.
Entlang der Südseite der Villa zog sich einst ein letzter Garten und Zitrushain, geteilt durch eine mit Rosen und Violas übersäte Allee, die zum Monopterostempel führte, der am Talrand platziert ist. Dieser Garten enthielt ausschließlich Orangen- und Mandarinenbäume und die Allee, die leider durch das Abrutschen des Hangs abgeschnitten wurde.
Die Villa ist auch mit einer Kapelle mit marmornem Altar versehen, mit Stallungen, einem System von Kellern, das ursprünglich der Aufbewahrung von Lebensmitteln und Wein diente, und einem großen Bottich (in neapolitanisch: „cellaro“), der immer noch zur Reifung des Weins genutzt wird.

## Volkssagen und Legenden
Den Name „Bellaria“ (dt.: gute Luft) trug die Gegend seit dem 16. Jahrhundert wegen des gesunden und kalten Klimas, das dort auch im Sommer herrscht. Diese Eigenschaft bewirkte in den letzten Jahrzehnten, dass die Bewohner der nördlichen Vorstädte von Neapel die Angewohnheit entwickelten, an den heißesten Sommerabenden sich auf die ‚‘Ponte di Bellaria‘‘ zurückzuziehen, um die Kühle zu genießen, angezogen durch improvisierte Straßenverkäufer für Getränke und Speisen. Diese Angewohnheit wird auch in der Sammlung von Erzählungen namens Leggende metronapoletane von Peppe Lanzetta erwähnt, der die Brücke, wie folgt, definiert: „Bellaria, unser kleiner Platz, unsere Pier, Jachthafen, glückliches Dock“, indem er sie als Alternative zur Seepromenade Neapels beschreibt.
Die Lage des Gebäudes auf einem Tuffsteinfelsen, isoliert von den umgebenden Vierteln durch tiefe, bewaldete Täler, ließ verschiedene Legenden entstehen, die sich in den Vierteln, die es umgeben, verbreiteten:
- Il bambino nel pozzo. (dt.: Das Kind im Brunnen): Die Bewohner der Gegend erzählen sich, dass im Brunnen im Innenhof oder in einer Höhle im Tuffsteinfelsen, auf dem die Villa steht, der Geist eines Kindes eingesperrt sei, das von denen dort zurückgelassen wurde, die es mit der Suche nach Schätzen betrauten, die – nach derselben Sage – dort verborgen sein sollen.
- La sposina. (dt.: Die Braut): Eine der Wohnungen der Villa wird auch als „Haus der Braut“ bezeichnet. Von diesem Mädchen erzählt man sich in den angrenzenden Vierteln, dass sie eine junge Frau gewesen sein soll, die in ihrem Hochzeitskleid Selbstmord begangen hätte. Die tragische Entscheidung sei der Sage nach auf den Tod ihres Verlobten vor der Hochzeit oder auch auf eine von der Familie erzwungene Ehe, die sie ablehnte, zurückzuführen. Man erzählt sich, dass sich das Mädchen, nachdem sie ihr Hochzeitskleid angezogen hätte, von der Ponte di Bellaria in das darunter liegende Tal gestürzt hätte und dass ihr weißer Schleier an den Zweigen unter der Brücke hängen geblieben und dort verblieben sei. Man erzählt sich, dass Mädchen, die in eine tragische Liebe schlitterten, der Schleier sichtbar erscheine und dass der Geist der Braut noch die Wohnung heimsuche.
- Il tiro a otto. (dt.: Der Achterschuss): Man erzählt sich, dass ein Leichenwagen, gezogen von acht Pferden, einst in einer Sturmnacht zusammen mit seinem Kutscher von der Ponte di Bellaria in das darunter liegende Tal gestürzt sei (eine Variante der Geschichte erzählt von einem überlebenden Pferd). Seit dieser Zeit, so erzählt man sich, höre man in einigen Sturmnächten das verzweifelte Wiehern und Hufklappern von acht Pferden.
- L’orco monocchio. (dt.: Der einäugige Ork) Man erzählt sich auch, dass der Teil des Tals von Bellaria, der die Villa vom Viertel Miano trennt, früher einen fürchterlichen Ork mit nur einem Auge beherbergte, der dort in einer dreckigen Hütte gelebt und vorbeikommende Kinder verschlungen hätte.
- Il diavolo-cinghiale. (dt.: Der Wildschweinteufel): Der Teil des Tals, der zur Höhle von Miano hinunterführt, so erzählt man sich wiederum, soll von einem Dämon heimgesucht worden sein, der sich in Form eines Wildschweins manifestierte.